# 9-es busz (Szombathely)
A szombathelyi 9-es jelzésű autóbusz a Vasútállomás - Joskar-Ola városrész - Derkovits városrész - Joskar-Ola városrész - Vasútállomás útvonalon közlekedik. A vonalat a Blaguss Agora üzemelteti. A buszokra csak az első ajtón lehet felszállni.

## Története
2022. augusztus 1-től útvonala meghosszabbításra került a Vasútállomás, illetve az Oladi városrész felé is.

## Közlekedése
Munkanapokon csúcsidőben 30 percenként, csúcsidőn kívül és hétvégén 60 percenként közlekedik. Tanítási munkanapokon, csúcsidőben bizonyos járatok az Órásház után 5-ös jelzéssel közlekednek tovább, a Vasútállomás érintésével a Minerva lakóparkig. Az 5-ös járatok az Órásháztól 9-es jelzéssel közlekednek tovább, a Joskar-Ola városrész érintésével a Vasútállomásra.

## Útvonala
| Szolgáltatóház (Váci Mihály utca) felé | Vasútállomás felé |
| --- | --- |
| Vasútállomás - Szelestey László utca - Vörösmarty Mihály utca - Szent Márton utca - Hunyadi János út - Pázmány Péter körút - Joskar-Ola városrész, autóbusz-forduló - Pázmány Péter körút - Hunyadi János út - Thököly Imre utca - Kiskar utca - Hollán Ernő utca - Sörház utca - Petőfi Sándor utca - Rohonci út - Dolgozók útja - Kassák Lajos utca - Faludi Ferenc utca - Kodály Zoltán utca - Váci Mihály utca - Szolgáltatóház (Váci Mihály utca) | Szolgáltatóház (Váci Mihály utca) - Váci Mihály utca - Paragvári utca - Szűrcsapó utca - Rohonci út - Magyar László utca - Brutscher József utca - Sörház utca - Hollán Ernő utca - Kiskar utca - Thököly Imre utca - Hunyadi János út - Pázmány Péter körút - Joskar-Ola városrész, autóbusz-forduló - Pázmány Péter körút - Hunyadi János út - Szent Márton utca - Vörösmarty Mihály utca - Széll Kálmán utca - Vasútállomás |

## Megállói
Az átszállási lehetőségek között az 5-ös busz nincs feltüntetve.
| 9 (Vasútállomás - Joskar-Ola városrész - Derkovits városrész - Joskar-Ola városrész - Vasútállomás) | 9 (Vasútállomás - Joskar-Ola városrész - Derkovits városrész - Joskar-Ola városrész - Vasútállomás) | 9 (Vasútállomás - Joskar-Ola városrész - Derkovits városrész - Joskar-Ola városrész - Vasútállomás) | 9 (Vasútállomás - Joskar-Ola városrész - Derkovits városrész - Joskar-Ola városrész - Vasútállomás) | 9 (Vasútállomás - Joskar-Ola városrész - Derkovits városrész - Joskar-Ola városrész - Vasútállomás) | 9 (Vasútállomás - Joskar-Ola városrész - Derkovits városrész - Joskar-Ola városrész - Vasútállomás) | 9 (Vasútállomás - Joskar-Ola városrész - Derkovits városrész - Joskar-Ola városrész - Vasútállomás) | 9 (Vasútállomás - Joskar-Ola városrész - Derkovits városrész - Joskar-Ola városrész - Vasútállomás) |
| Perc (↓)                                                                                            | Perc (↓)                                                                                            | Megállóhely                                                                                         | Perc (↑)                                                                                            | Perc (↑)                                                                                            | Átszállási lehetőségek                                                                              | Fontosabb létesítmények | |
| --------------------------------------------------------------------------------------------------- | --------------------------------------------------------------------------------------------------- | --------------------------------------------------------------------------------------------------- | --------------------------------------------------------------------------------------------------- | --------------------------------------------------------------------------------------------------- | --------------------------------------------------------------------------------------------------- | --- | --------------------------------------------------------------------------------------------------- |
| 0                                                                                                   | 0                                                                                                   | Vasútállomás                                                                                        | 25                                                                                                  | 23                                                                                                  | 1U, 2A, 2C, 3H, 6, 6H, 7, 10H, 12, 20A, 20C, 21, 21A, 22, 23, 25, 27, 27A, 29A, 29C, 30Y            | Szombathely Helyi autóbusz-állomás, Éhen Gyula tér | |
| 2                                                                                                   | 2                                                                                                   | 56-osok tere (Vörösmarty utca) (↓) 56-osok tere (Széll Kálmán utca) (↑)                             | 24                                                                                                  | 22                                                                                                  | 1U, 2A, 2C, 3H, 6, 6H, 7, 10H, 12, 20A, 20C, 21, 21A, 22, 23, 25, 27, 27A, 29A, 29C, 30Y            | 56-osok tere, Vámhivatal, Földhivatal, Államkincstár, Gyermekotthon | |
| 4                                                                                                   | 3                                                                                                   | Piac                                                                                                | 22                                                                                                  | 20                                                                                                  | 2A, 2C, 6H, 21A, 29A, 29C                                                                           | Vásárcsarnok, Gayer park | |
| 5                                                                                                   | 4                                                                                                   | Mari ABC                                                                                            | 20                                                                                                  | 19                                                                                                  | 8H, 21A, 29A, 29C                                                                                   | Flórián Irodaház, Munkanélküli Központ | |
| 6                                                                                                   | 5                                                                                                   | Joskar-Ola városrész, autóbusz-forduló                                                              | 19                                                                                                  | 18                                                                                                  | 8H, 21A, 29A, 29C                                                                                   | | |
| 7                                                                                                   | 6                                                                                                   | Mari ABC                                                                                            | 18                                                                                                  | 17                                                                                                  | 8H, 21A, 29A, 29C                                                                                   | Flórián Irodaház, Munkanélküli Központ | |
| ∫                                                                                                   | ∫                                                                                                   | Piac                                                                                                | 16                                                                                                  | 15                                                                                                  | 2A, 2C, 6H, 21A, 29A, 29C                                                                           | Flórián Irodaház, Munkanélküli Központ | |
| 10                                                                                                  | 8                                                                                                   | Aluljáró (Thököly utca)                                                                             | 15                                                                                                  | 14                                                                                                  | 6, 7, 10H, 12, 20A, 21, 27, 27A, 30Y                                                                | Történelmi Témapark, Szent Erzsébet Ferences templom, Kanizsai Dorottya Gimnázium | |
| 12                                                                                                  | 9                                                                                                   | Városháza                                                                                           | 14                                                                                                  | 13                                                                                                  | 5H, 6, 7, 10H, 12, 20A, 21, 27, 27A, 30Y                                                            | Városháza, Fő tér, Isis irodaház, Okmányiroda | |
| 14                                                                                                  | 10                                                                                                  | Nyomda                                                                                              | 12                                                                                                  | 12                                                                                                  | 1U, 4H, 5H, 7, 7H, 10H, 23, 27, 27A, 30Y                                                            | Nyomda, Óperint üzletház, Smidt Múzeum, Kiskar utcai rendelő, Sarlós Boldogasszony-székesegyház, Megyeháza, Püspöki Palota, Nyugat Magyarországi Egyetem D Épület, Levéltár                                                                          | |
| 16                                                                                                  | 12                                                                                                  | Autóbusz-állomás (Sörház utca)                                                                      | 10                                                                                                  | 10                                                                                                  | 1U, 4H, 5H, 7H, 10H, 23, 27, 27A, 30Y                                                               | Autóbusz-állomás, Ady Endre tér, Tűzoltóság, Régi börtön, Megyei Művelődési és Ifjúsági Központ, Kereskedelmi és Vendéglátói Szakközépiskola, Puskás Tivadar Szakképző Iskola, Járdányi Paulovics István Romkert, Weöres Sándor Színház, Kollégiumok | |
| 18                                                                                                  | 13                                                                                                  | Haladás pálya                                                                                       | 8                                                                                                   | 8                                                                                                   | 4H, 5H, 10H, 30Y                                                                                    | Haladás Sportkomplexum | |
| 21                                                                                                  | 15                                                                                                  | Órásház                                                                                             | 6                                                                                                   | 6                                                                                                   | 2A, 2C, 4H, 5H, 10H, 20A, 20C, 22, 29A, 29C, 30Y                                                    | Órásház, Derkovits Bevásárlóközpont, Bolyai János Gyakorló Általános Iskola és Gimnázium | |
| 22                                                                                                  | 16                                                                                                  | Perint híd                                                                                          | ∫                                                                                                   | ∫                                                                                                   | 2A, 2C, 22, 24, 30Y                                                                                 | Sportliget | |
| ∫                                                                                                   | ∫                                                                                                   | Derkovits bevásárlóközpont                                                                          | 4                                                                                                   | 4                                                                                                   | 4H, 5H, 10H, 20A, 20C, 24, 29A, 29C                                                                 | Órásház, Derkovits Bevásárlóközpont, Bolyai János Gyakorló Általános Iskola és Gimnázium | |
| 23                                                                                                  | 17                                                                                                  | Árkádia bevásárlóközpont                                                                            | ∫                                                                                                   | ∫                                                                                                   | 30Y                                                                                                 | Árkádia Bevásárlóközpont, Sportliget | |
| ∫                                                                                                   | ∫                                                                                                   | Derkovits Gyula Általános Iskola (Korábban: Szabó Miklós utca)                                      | 3                                                                                                   | 3                                                                                                   | 4H, 5H, 10H, 20A, 20C, 24, 29A, 29C                                                                 | Derkovits Gyula Általános Iskola | |
| 25                                                                                                  | 18                                                                                                  | TESCO szupermarket                                                                                  | ∫                                                                                                   | ∫                                                                                                   | 4H, 5H, 10H, 24, 30Y                                                                                | TESCO Szupermarket, Penny Market | |
| ∫                                                                                                   | ∫                                                                                                   | Művészeti Gimnázium (Szűrcsapó utca)                                                                | 2                                                                                                   | 2                                                                                                   | 2A, 2C, 4H, 5H, 10H, 12, 20A, 20C, 21, 22, 24, 25, 29A, 29C                                         | Művészeti Gimnázium | |
| 26                                                                                                  | 19                                                                                                  | Nagy László utca                                                                                    | ∫                                                                                                   | ∫                                                                                                   | 4H, 5H, 10H, 24, 25, 30Y                                                                            | Batthyány-Strattmann László és Fatimai Szűz Mária templom | |
| ∫                                                                                                   | ∫                                                                                                   | Váci Mihály Általános Iskola                                                                        | 1                                                                                                   | 1                                                                                                   | 2A, 2C, 4H, 5H, 10H, 22, 25                                                                         | Váci Mihály Általános Iskola, Fiatal Házasok Otthona, Mocorgó Óvoda | |
| 27                                                                                                  | 20                                                                                                  | Oladi iskolák                                                                                       | ∫                                                                                                   | ∫                                                                                                   | 4H, 5H, 10H, 24, 25, 30Y                                                                            | Oladi Művelődési és Oktatási Központ, Simon István utcai Általános Iskola, Teleki Blanka Szakközép és Szakiskola | |
| 29                                                                                                  | 23                                                                                                  | Szolgáltatóház (Váci Mihály utca) (Korábban: Váci Mihály utca (MATCH))                              | 0                                                                                                   | 0                                                                                                   | 2A, 2C, 4H, 5H, 10H, 22, 25                                                                         | | |

1. ↑  Csak leszállás a Szolgáltatóház irányában.
2. ↑  Csak leszállás a Vasútállomás irányában.
3. ↑  Tanítási munkanapokon, csúcsidőben bizonyos járatok az Órásház után 5-ös jelzéssel közlekednek tovább, a Vasútállomás érintésével a Minerva lakóparkig. Az 5-ös járatok az Órásháztól 9-es jelzéssel közlekednek tovább, a Joskar-Ola városrész érintésével a Vasútállomásra.